# 尖塔の影
尖塔の影（せんとうのかげ、原題：英: The Shadow from the Steeple）は、アメリカ合衆国のホラー小説家ロバート・ブロックが1950年に発表した短編小説。クトゥルフ神話の一つ。

## 概要
『ウィアード・テイルズ』1950年9月号に掲載された。ラヴクラフトが執筆した『闇をさまようもの』の続編を、ブロックが執筆したもの。ブロックはしばらく神話作品を書いていなかったが本作で復帰となる。15年ぶりの続編であり、現実時でも作中時でも、間に第二次世界大戦をはさんでいる。作中にはラヴクラフトの死没や核開発といった事実が盛り込まれており、虚実が入り混じる。邪神ナイアーラトテップの物語の一つであり、人類が核兵器を手にしたのは彼の暗躍によるものという陰謀論が描かれている。
冒頭で『闇をさまようもの』のあらすじが語られる。ブロックの1935年『星から訪れたもの』、ラヴクラフトの1936年『闇をさまようもの』、ブロックの1950年『尖塔の影』(本作）という3連作となっており、日本の青心社文庫7巻ではシリーズ3作が順番に収録され、続けて読めるようになっている。また同時にラヴクラフトの長詩篇『ユゴス星より』の一節が取り込まれ、登場人物が暗唱する。
東雅夫は『クトゥルー神話事典』にて（ラヴクラフトの小説と詩を取り込んで）「ブロック一流のスリラー・タッチで小説化したものであるという凝った仕掛けが施されている。」と解説している。『クトゥルフ神話ガイドブック』は「ブロックの最大の功績は（本作にて）ラヴクラフトが詩的な策謀家として描いたナイアルラトホテップのイメージを明確化したことである」「ナイアルラトホテップと外なる神々の陰謀を描いたこの作品で、人間にとりついたナイアルラトホテップのイメージが明確化された」と解説している。

## あらすじ
シカゴのエドマンド・フィクスとミルウォーキーのロバート・ブレイクは、共にラヴクラフト・スクールの作家仲間であった。1936年にブレイクがプロヴィデンスで不慮の死を遂げる。ラヴクラフトは調査内容を作品『闇をさまようもの』として発表するが、翌1937年に死没する。
フィクスもプロヴィデンスを訪れて調査を行うが、廃教会は既に取り壊され、関係者も相次いで死去しており、唯一の証人たるデクスター医師も行方が知れず、成果を得られぬまま帰郷する。やがて第二次世界大戦が勃発し、フィクスは従軍しつつデクスター医師の捜索を続ける。戦後になってフィクスは、デクスター医師が核兵器の開発研究に関与していたことを知る。
フィクスから調査依頼を受けた探偵パーヴィスは、医師が輝くトラペゾヘドロンを捨てたときに舟を出した漁師を探し出し、当時の証言を得る。そして1950年、デクスター医師がプロヴィデンスに帰省する。探偵の報告によると、医師は病気療養で外出せず姿も見せず、また一日中照明をつけているという。フィクスは15年の謎にけりをつけるべく、自らプロヴィデンス訪問を決意する。
タクシー運転手はフィクスに、巡業サーカスから黒豹2頭が逃げ出した事件を雑談としてふるが、目的を固めたフィクスにとっては上の空であった。医師の家を訪れたフィクスは、書斎で廃教会から回収された禁断の書物を見つける。デクスター医師は核実験による被ばく障害によって肌が黒くなっていた。医師は、ラヴクラフトに会ったことはなく、ブレイクはたった一度だけ診察した患者だと語る。また医師は、彼の死の報を聞き、廃教会に行き文献を持ち帰り、輝くトラペゾヘドロンを海に投げ込んだことや、やがて医学より核物理学に興味を持つようになり街を離れたことを話す。対面中、フィクスは医師のいらつきを感じ取り電気スタンドを消すと、医師はすぐに点灯する。
フィクスは、医師が闇を恐れるのは本当の姿に戻ってしまうためであろうと推測し、目の前にいるのは本物の医師ではなく、愚かな人類を巧みに誘導して破滅の力（＝核）を与えている邪なる存在であるという考えに至る。そしてフィクスは、医師の正体が「さまようもの」、すなわちラヴクラフトが書いていたナイアーラトテップだと明言する。フィクスは医師の弁明を一蹴し、化物が人間体であるうちに射殺しようとするが、医師が照明を消す方が早く、暗闇の中でフィクスは返り討ちに遭う。
医師は召使を呼び、訪問客が心臓発作を起こしたことを説明し、警察を呼ぶよう指示する。医師が庭に出て月夜を眺めていると、黒豹2頭が庭に入り込み、よだれを垂らして近づいてくる。だが医師の顔を見るなり、野獣たちはひれ伏し手を舐める。
その後、医師やタクシー運転手の証言から、フィクスの突然死には事件性がないと結論付けられた。

## 主な登場人物
エドマンド・フィクス
主人公。シカゴの作家。ラヴクラフト・スクールの一員。親友ブレイクの死に疑問を抱き、15年にわたり調査する。
ロバート・ハリスン・ブレイク
ミルウォーキーの作家。ラヴクラフト・スクールの一員。1935年にプロヴィデンスに移住した後に怪死を遂げる。
ハワード・フィリップス・ラヴクラフト
怪奇作家で、ラヴクラフト・スクールの中心人物。ブレイクをプロヴィデンスに呼び、住居も提供した。
ブレイクの死の謎を追い、成果を小説『闇をさまようもの』として発表する。1937年に死去。
アンブローズ・デクスター医師
プロヴィデンスの医師。長身痩躯で黒い肌の男。
錯乱に陥ったブレイクを診察した。事件直後、「輝くトラペゾヘドロン」を回収して海に投げ込む。事件後に町を離れ、核物理学者となり、アメリカ政府の中枢で核開発に携わる。また「星の智慧派」廃教会から禁断の書物群を持ち出し所有している。
メルルッツオ神父
キリスト教会の正当な神父。事件当夜、廃教会の前に駆け付けて（気休めの）祈りを唱える。1936年に死去。
モノハン警官
事件当夜、廃教会の前に駆け付け、騒ぎ出した群衆達を抑える。当日病気で後に死亡した同僚の代理職務であった。事情をラヴクラフトやフィクスに証言する。
オクデン・パーヴィス
私立探偵。フィクスの依頼でデクスター医師を調べる。
トム・ジョナス
漁師。デクスター医師が海に石を投げ捨てたときに、小舟を出した人物。出来事をパーヴィスに証言する。
闇をさまようもの
燃える三眼をもつ魔物。新興宗教「星の智慧派」が崇拝していた存在。その正体は、外の者らの使者ナイアーラトテップ。
輝くトラペゾヘドロンの箱の蓋を閉じて、宝石を暗闇に晒すことで召喚される。事件後にデクスター医師は輝くトラペゾヘドロンの箱を開けたまま海に投げ込んだが、日光の届かない海底では、蓋は関係なかった。海から「さまようもの」が現れ、医師を乗っ取り成り代わっている。

## 関連作品
- アーカム計画 - ブロックが1979年に発表した長編。ラヴクラフトへのオマージュに溢れる大作。同様に人の姿のナイアーラトテップが登場し、黒い肌をした星の智慧派の神父様という、強烈なキャラクター性を発揮する。
- 永劫の探究 - ダーレスによる連作短編で、クトゥルフを核攻撃する場面が描かれている。
- タイタス・クロウ・サーガ - ブライアン・ラムレイによるオカルトアクションシリーズ。核物理学をアザトースと関連させ、核を対邪神兵器として使用する。

## 収録
- 『クトゥルー7』青心社、岩村光博訳

『星から訪れたもの』『闇をさまようもの』『尖塔の影』の3連作が続けて収録されている。